# Порбандар (округ)
Порбандар (гудж. પોરબંદર જિલ્લો; англ. Porbandar) — округ в индийском штате Гуджарат, на западе полуострова Катхиявар. Административный центр — город Порбандар. Площадь округа — 2294 км². По данным всеиндийской переписи 2001 года население округа составляло 536 835 человек. Уровень грамотности взрослого населения составлял 68,62 %, что выше среднеиндийского уровня (59,5 %). Доля городского населения составляла 48,69 %.